# Slimane Azem
Slimane Azem (Agouni Gueghrane, 19 settembre 1918 – Moissac, 31 gennaio 1983) è stato un cantante e poeta berbero; originario della Cabilia, in oltre 40 anni di vita artistica ha composto centinaia di canzoni.
Grande conoscitore e ammiratore dell'opera poetica di Si Mohand ou-Mhand, Slimane Azem ha inserito nelle sue canzoni diversi isefra di questo autore.
Tra le sue canzoni più note si ricorda Effɤ ay ajrad tamurt-iw "Cavalletta, via dal mio paese", composta all'epoca della guerra di liberazione dell'Algeria, che invitava in modo evidente la Francia ad abbandonare il paese.